# Moirai
Trong thần thoại Hy Lạp, Moirai hoặc Moerae / mɪrˌiː / hoặc / miːˌriː /, (tiếng Hy Lạp cổ đại: Μοῖραι, "apportioners"), thường được biết bằng tiếng Anh là Fates (tiếng Latinh: Fatae), là những hóa thân trắng của vận mệnh; Tương đương La Mã của họ là Parcae (euphemistically những "sparing những người thân"). Số của họ đã được cố định ở ba: Clotho (spinner), Lachesis (allotter) và Atropos (unturnable).
Vị nữ thần nắm giữ số mệnh, quyền lực hơn cả Zeus. Các nàng có trong tay cuộn chỉ số mệnh. Trong các nàng, có một người quay cuộn chỉ, một người quyết định độ dài sợi chỉ và một người cắt chỉ.
MOIRAI (2)
Có rất nhiều dị bản về nguồn gốc của các Moirai. Đa số cho rằng họ là con của Nyx (một mình, hoặc với Erebus, hoặc với Kronus). Một số nguồn khác cho là con của Zeus và Themis, con của Ananke, của Chaos hay của Oceanus và Gaia.
Mặc dù số phận được mặc định cho người phàm và thánh thần ngay từ khi sinh ra, và ngay cả các vị thần cũng không thay đổi được. Nhưng mối quan hệ giữa Zeus – vị thần tối cao – và các nữ thần vận mệnh vẫn còn là điều duy nhất gây tranh cãi. Một số nguồn như Homer cho rằng Zeus là người duy nhất có thể ra lệnh cho các Moirai thay đổi số phận bằng cán cân vận mệnh (“Zeus Moiragetes”). Số khác như Hesiod, Herodotus, Plato lại cho rằng Moirai sinh ra trước nên ngay cả Zeus cũng phải chịu sự chi phối này.